# Howard-Street-Tunnel
Der Howard-Street-Tunnel ist ein 2,65 km langer Eisenbahntunnel unter der Innenstadt von Baltimore im US-Bundesstaat Maryland, der zur Baltimore Belt Line gehört. Er wurde von 1890 bis 1895 von der Baltimore and Ohio Railroad (B&O) erbaut und verbindet den Bahnhof Camden mit dem Bahnhof Mount Royal. Er ist Eigentum der Frachtgesellschaft CSX Transportation.
Baltimore ist ein Knotenpunkt im Eisenbahngüterverkehr der Ostküste der Vereinigten Staaten, der von dem Duopol aus CSX Transportation und Norfolk Southern bedient wird. Der Howard-Street-Tunnel ist Teil der einzigen direkten Schienenverbindung der Mittelatlantikstaaten mit dem Nordosten und Südosten des Landes. Die gleiche Verbindung wird auf der Straße durch den Interstate Highway 95 hergestellt. Der Port of Baltimore ist einer der größten Containerhäfen der Ostküste und sorgt für erhebliches Frachtaufkommen.:44

## Geschichte
Da die Verrauchung langer Tunnel durch die Dampflokomotiven der damaligen Zeit ein Problem war, wurde der Howard-Street-Tunnel als erste Eisenbahnstrecke Nordamerikas 1895 elektrifiziert. Der Betrieb fand mit 675 Volt Gleichspannung über eine Deckenstromschiene statt. 1902 wurde diese durch eine als dritte Schiene ausgeführte Stromschiene nach dem System der Manhattan Railway Company ersetzt. Mit der einsetzenden Verdieselung wurde die Elektrifizierung 1952 zurückgebaut.
Im Juli 2001 entgleiste und brannte in dem Tunnel ein gemischter Güterzug mit Gefahrgut der CSX Transportation. Eine Haupttrinkwasserleitung unter einer wichtigen Straßenkreuzung oberhalb des Tunnels brach. Das Wasser dämmte einerseits das Feuer ein und unterspülte andererseits die Gleise der Straßenbahn Baltimore. Anfangs war der U-Bahnhof State Center der Baltimore Metro verraucht. In der Stadt wurden die Zivilschutzsirenen mit dem Signal Warnung der Bevölkerung ausgelöst. Der Tunnel war vom 18. bis zum 23. Juli gesperrt. Es wird geschätzt, dass vor jenem Ereignis täglich 28 bis 32 Züge den Tunnel benutzten.:41–47

Die Frachtgesellschaft CSX Transportation plant im Rahmen des National-Gateway-Projekts die Durchfahrtshöhe des Tunnels um einen halben Meter anzuheben, damit sie Verkehr mit Doppelstock-Containertragwagen anbieten kann. Das Projekt wird mit Mitteln des Bundes, der Staaten Maryland und Pennsylvania und der Stadt Baltimore gefördert. Die Bauarbeiten begannen im ersten Quartal des Jahres 2022 und sollen 2025 abgeschlossen sein.

Sicht aus dem Howard-Street-Tunnel auf die Bahnhofshalle der Station Mount Royal
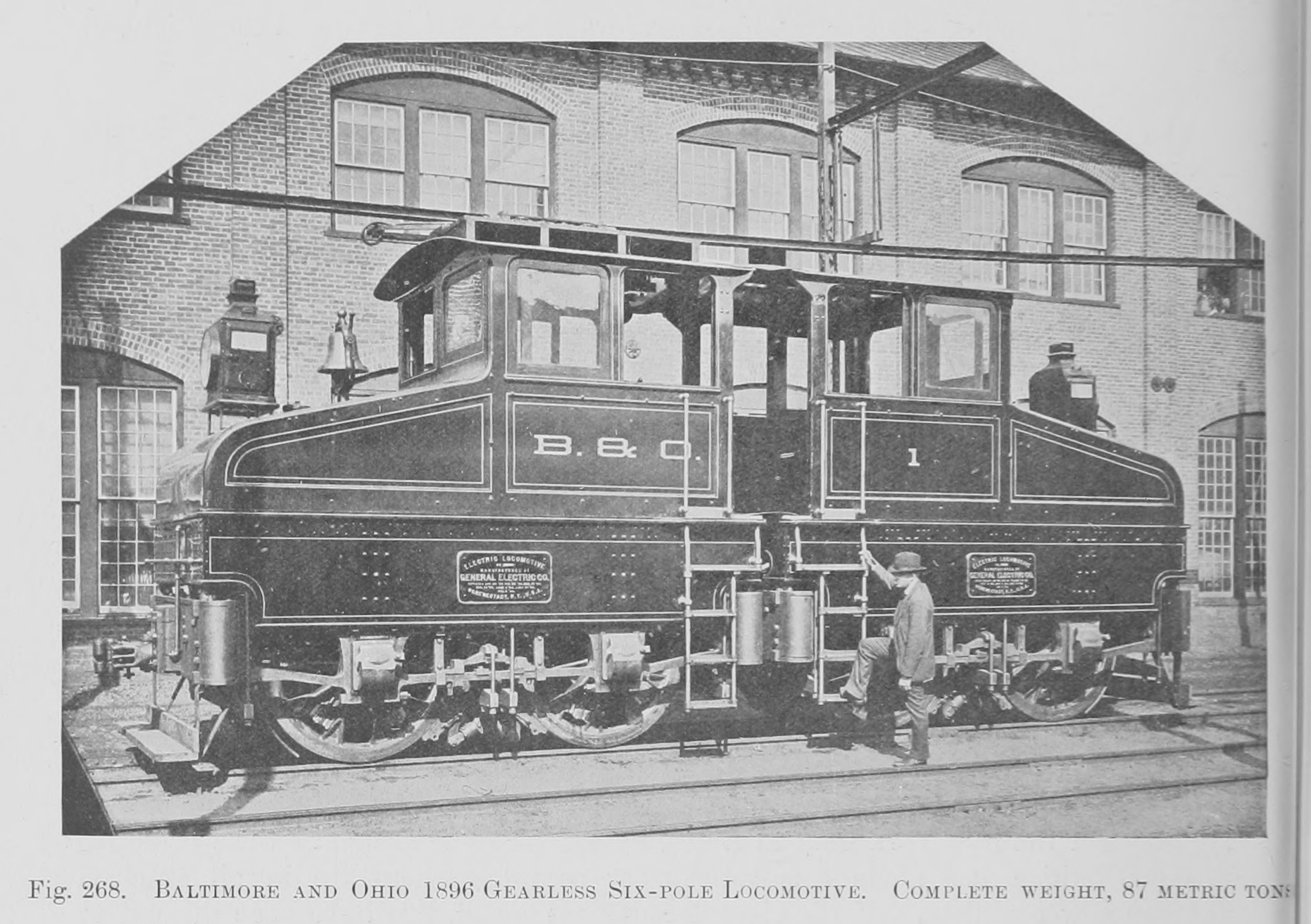
Lokomotive LE-1 Nr. 1
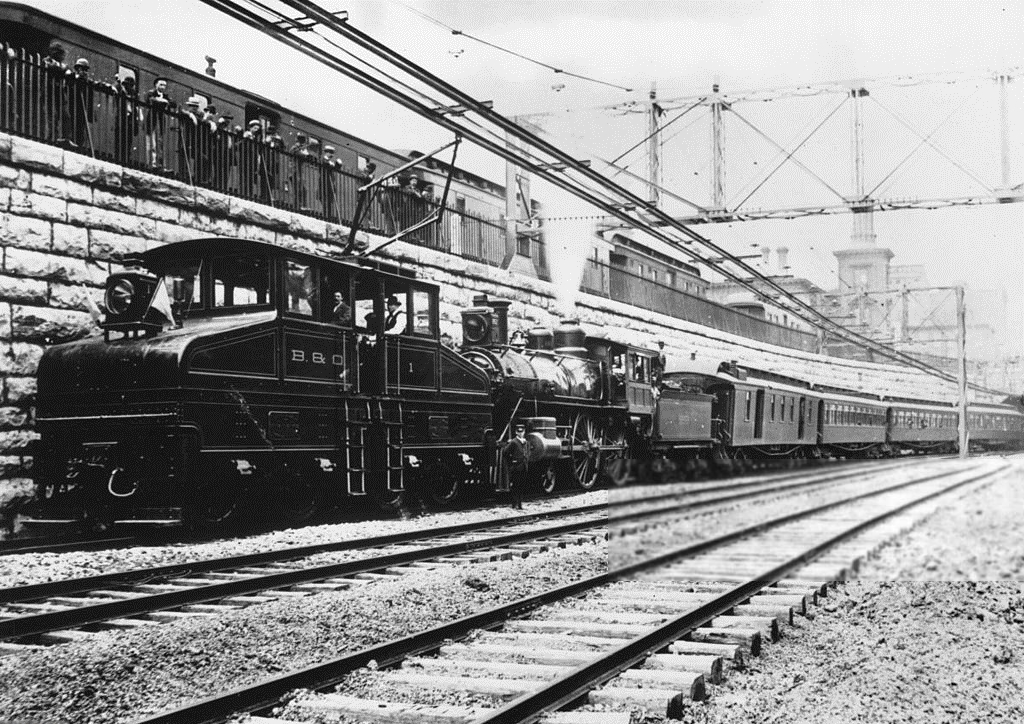
Ellok am Eingang des Howard-Street-Tunnels